# À l'ouest de Zanzibar (film, 1928)
Pour les articles homonymes, voir À l'ouest de Zanzibar.
Pour plus de détails, voir Fiche technique et Distribution.
À l'ouest de Zanzibar ou Le Talion (titre original : West of Zanzibar) est un film muet américain (avec bande musicale et effets sonores) réalisé par Tod Browning, sorti en 1928.

## Synopsis
Phroso est un magicien de music-hall, ayant comme partenaire son épouse Anna. Un soir, après le spectacle, il trouve dans sa loge Crane, qui lui annonce être amoureux de sa femme et partir avec elle pour l'Afrique. Les deux hommes se battent et Crane, ayant provoqué une chute accidentelle de Phroso, s'enfuit du théâtre. Plusieurs mois après, abandonnée par son amant, Anna revient mourir auprès de son mari (qui a perdu l'usage de ses jambes à la suite de l'accident), en lui laissant un enfant en bas âge. Dix-huit ans plus tard, installé à l'ouest de Zanzibar, où il est connu sous le sobriquet de 'Cul-de-jatte' ('Dead-Legs' dans la version originale), Phroso ne songe qu'à se venger de Crane, qu'il finit par retrouver.

## Fiche technique
- Titre (en France) : À l'ouest de Zanzibar
- Autre titre francophone : Le Talion
- Titre original : West of Zanzibar
- Réalisateur : Tod Browning
- Scénario : Elliott J. Clawson et Waldemar Young, d'après la pièce Kongo de Chester De Vonde et Kilbourn Gordon
- Intertitres : Joseph Farnham
- Photographie : Percy Hilburn
- Montage : Harry Reynolds
- Musique : William Axt (non crédité)
- Décors : Cedric Gibbons et Richard Day
- Costumes : David Cox
- Producteurs : Tod Browning et Irving Thalberg (non crédité)
- Société de production : Metro-Goldwyn-Mayer
- Pays de production :  États-Unis
- Langue : film muet avec les intertitres en anglais
- Format : Noir et blanc — 35 mm — 1,33:1 — Muet
- Genre : Film dramatique
- Durée : 65 minutes
- Date de sortie : 
  - États-Unis : 24 novembre 1928

## Distribution
- Lon Chaney et Mary Nolan dans À l'ouest de Zanzibar.Lon Chaney : Phroso 'Cul-de-jatte'
- Lionel Barrymore : Crane
- Mary Nolan : Maizie
- Warner Baxter : Doc
- Jacqueline Gadsden : Anna

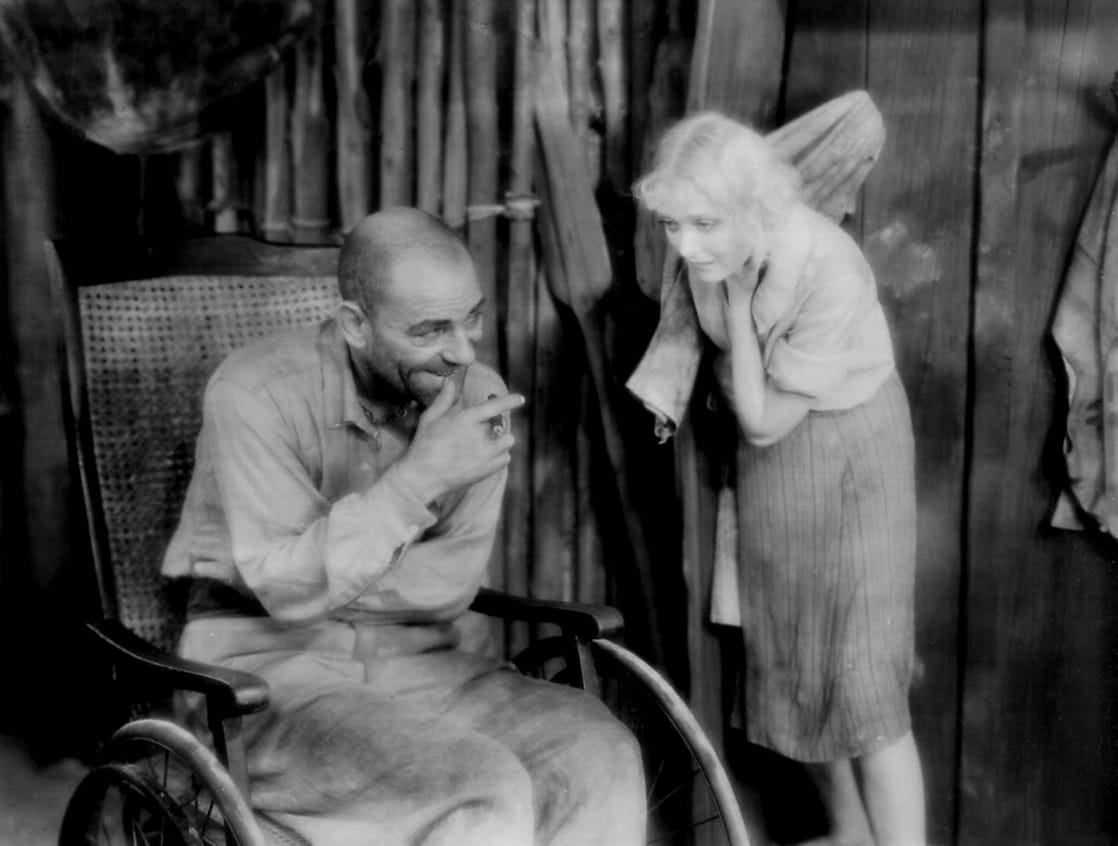
Lon Chaney et Mary Nolan dans À l'ouest de Zanzibar.

- Tiny Ward (crédité Roscoe Ward) : Tiny
- Kalla Pasha : Babe
- Curtis Nero : Bumbu

Et, parmi les acteurs non crédités :
- Emmett King : Le régisseur du théâtre
- Noble Johnson : Un indigène
- Anita Page : Une jeune femme